# Pollenia pectinata
Pollenia pectinata este o specie de muște din genul Pollenia, familia Calliphoridae, descrisă de Grunin în anul 1966. Conform Catalogue of Life specia Pollenia pectinata nu are subspecii cunoscute.